# Franciszek Wypych
Franciszek Wypych ps. "Wilk" (ur. 14 listopada 1920 w Lidzbarku, zm. 15 października 1988 w Miłomłynie) – podporucznik ROAK i komendant na powiat brodnicki w latach 1946–1947.

## Życiorys
Urodził się w Lidzbarku w rodzinie polskich robotników, Apolinarego i Władysławy z domu Ślizga. Ukończył szkołę podstawową i szkołę zawodową, z zawodu był ślusarzem. W czasie kampanii wrześniowej służył w jednostce Junackich hufców pracy. Trafił do obozu jenieckiego, z którego udało mu się wkrótce zbiec. Wstąpił do organizacji „Gryf Pomorski", ale został aresztowany w grudniu 1942 r. i osadzony w obozie karnym w Działdowie. Zbiegł z niego w maju 1943 r. i został żołnierzem Armii Krajowej, gdzie pełnił funkcję łącznika komendanta Obwodu Działdowo. 
Po przejściu frontu dołączył do Milicji, jednak po krótkim czasie wraz z Stanisławem Ballą zdezerterował w celu założenia oddziału samoobrony, którego Balla był dowódcą, a Wypych zastępcą. Po dołączeniu do ROAK i w październiku 1946 założeniu własnego oddziału otrzymał stopień podporucznika i nominacje na komendanta powiatu brodnickiego ROAK. 
Oddział "Wilka" składał się w szczytowym okresie z ok. 80 ludzi (40 "pod bronią" i prawie tyle samo w rezerwie). Większość partyzantów była umundurowana i dobrze uzbrojona (broń maszynowa). ROAK-owcy otrzymywali żołd. Zwalczano przestępczość (np. 15 lutego 1947 Wypych własnoręcznie zastrzelił członka swojej grupy o pseudonimie "Żyd" za rabunki). W 1946 "Wilk" zastrzelił komendanta PUBP Stanisława Piwko, który rannego podczas obławy 19-letniego Ignacego Kalisza ps. "Wrona" własnoręcznie zamordował – "skakał po nim jakby chciał go wgnieść w ziemię", torturował więźniów (w tym narzeczoną "Wilka", której przeprowadzał "badania ginekologiczne"). Piwko był wielokrotnie ostrzegany przez ROAK-owćów. Zanim został zastrzelony przez "Wilka" poszczuto go psami. 
W większości akcji zbrojnych oddziały Stanisława Balli współpracowały ze sobą. Wraz z biegiem czasu akcje przeciwpartyzanckie nasilały się. 9 grudnia w Osowcu podczas obławy "Wilk" stracił 6 ludzi (3 zostało zabitych mn. Stanisław Ruciński "Sroka" – zastępca Wypycha, a 3 dostało się do niewoli). W późniejszych starciach "Wilk" stracił jeszcze prawdopodobnie 4 ludzi. Pod koniec lutego "Wilk" postanowił się ujawnić i miał w tym celu udać się do Działdowa. 
27 lutego 1947 wraz z 4 partyzantami udał się do mieszkania rodziny jednego ze swoich ludzi. Kiedy ROAK-owcy siedzieli przy stole do mieszkania wpadło kilku UB-eków z bronią gotową do strzału krzycząc "ręce do góry!". "Wilk" odkrzyknął "nie strzelajcie, zdajemy się!". Zostali dostarczeni do Działdowa, gdzie następnego dnia dopełnili amnestyjnych formalności.
Po zaprzestaniu działania w konspiracji założył warsztat ślusarski w Nidzicy. We wrześniu 1949 został aresztowany za "dywersje w miejscu pracy". 30 maja 1950 Wojskowy Sąd Rejonowy w Olsztynie skazał go na rok więzienia. W 1951 wyjechał do Gdańska, gdzie prowadził warsztat hydrauliczny i uczył w Technikum Chłodniczym w Gdyni. Jako były żołnierz podziemia antykomunistycznego był inwigilowany przez Służbę Bezpieczeństwa w ramach sprawy operacyjnej krypt. "Morderca". Zmarł w Miłomłynie w 1988 r.